# Airtrain

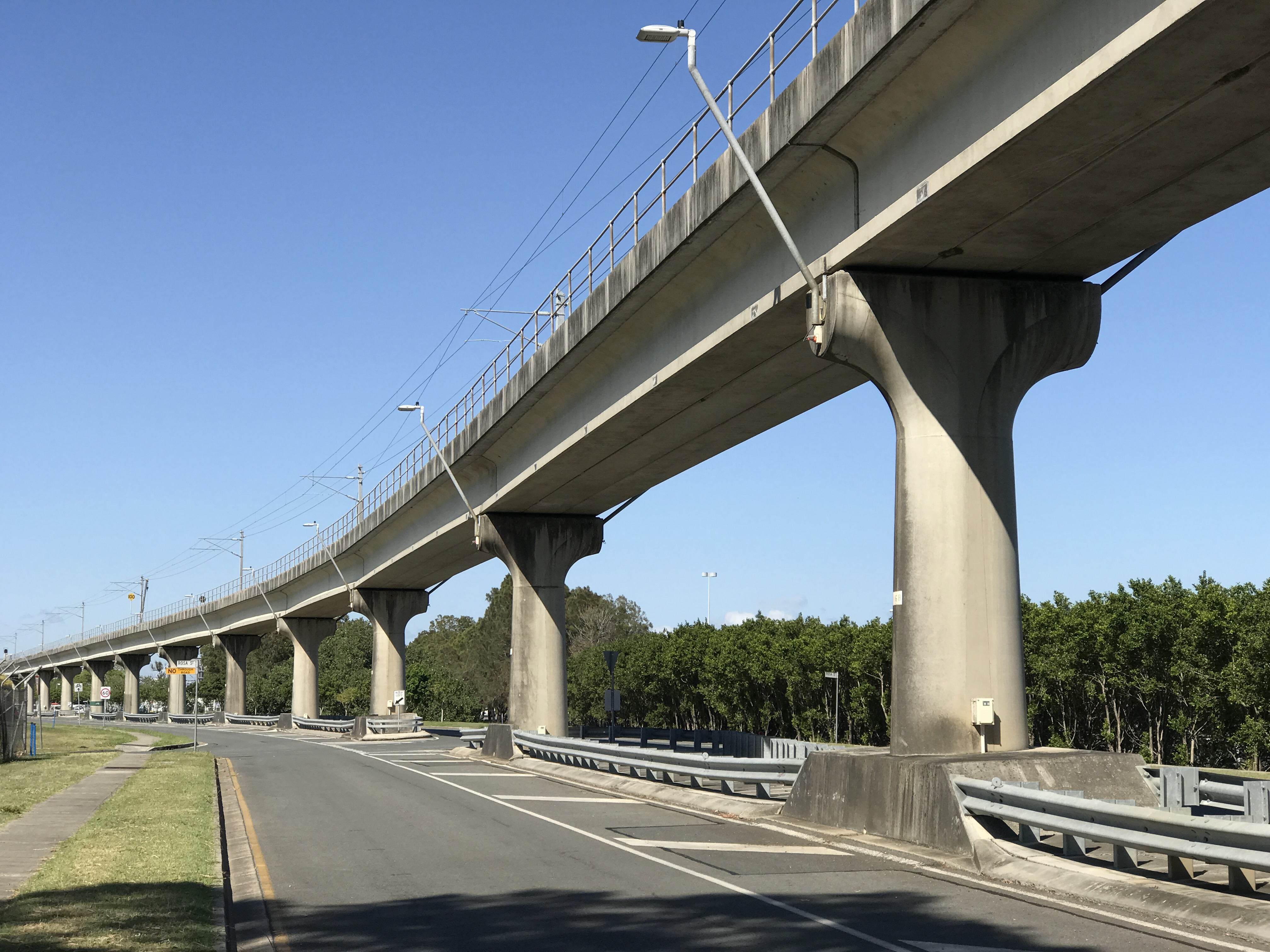
Wiadukt, na którym położona jest linia na lotnisko

Airtrain – prywatny przewoźnik kolejowy w Brisbane w Queenslandzie w Australii. Obsługuje połączenia pomiędzy portem lotniczym Brisbane a centrum miasta.
Połączenia Airtrain uruchomiono w maju 2001 roku. Do tego celu wybudowany został betonowy wiadukt o długości 8,5 km, na którym położona jest linia. Koszt inwestycji wyniósł 200 mln dolarów i został sfinansowany z prywatnych środków, w zamian na monopol na usługi transportowe na lotnisko do 2036 roku.
Połączenia Airtrain, poza specjalnie wybudowanym wiaduktem, korzystają z miejskiej sieci kolejowej Brisbane. Odcinek do lotniska odłącza się od niej na stacji Eagle Junction. Przy lotnisku znajdują się dwie stacje kolejowe - jedna przy terminalu międzynarodowym i jedna przy krajowym. W 2016 roku rozpoczęto rozmowy na temat budowy trzeciej stacji przy kompleksie handlowym Skygate w południowo-zachodniej części lotniska.
Monopol firmy na połączenia kolejowe stał się dla miasta problematyczny zarówno ze względu na ceny biletów (około $20 dolarów za 20-minutową podróż), jak i jakość oferty poza godzinami szczytu. Wątpliwości co do jego celowości nasiliły się w związku z planowanymi na 2032 rok - a więc wciąż w trakcie obowiązywania kontraktu – Igrzyskami Olimpijskimi. W listopadzie 2022 rozpoczęły się negocjacje w sprawie wcześniejszego zakończenia umowy i przejęcia linii przez rząd Queenslandu.